# Marian Suski
Marian Franciszek Suski (Kielce, 2 novembre 1905 – Varsavia, 25 dicembre 1993) è stato uno schermidore polacco, vincitore di una medaglia di bronzo nella scherma ai giochi olimpici.
Era lo zio di Leszek Suski.